# Шварц Євген Львович
Євген Львович Шварц (9 (21) жовтня 1896, Казань, Російська імперія — 15 січня 1958, Ленінград, РРФСР) — російський радянський письменник, драматург, автор понад двадцати п'єс для драматичного та лялькового театру.

## Біографія
Батьки: батько — Лев Борисович (Васильович) Шварц (1874—1940), єврей, який прийняв православ'я, та матір — Марія Федорівна Шелкова (1875—1942). Був первістком в сім'ї.
Свого життя в Казані не пам'ятав — батьки залишили місто та переїхали на південь, коли Євгену було кілька років. Подальше дитинство та юність Євгена Шварца пройшли в Майкопі, про який він усе життя згадував з любов'ю.
В 1914 році Євген поступив на юридичний факультет Московського народного університету імені Шанявского, але провчившись там два роки, рішуче відмовився від професії юриста та присвятив життя театральному мистецтву та літературі. Весною 1917 року був призваний до армії. У квітні 1917 знаходився в запасному батальйоні в Царицині, звідки його повинні були перевести разом з іншими рекрутованими студентами у військове училище в Москві. В серпні 1917 Шварц служив в Москві юнкером, 5 жовтня йому було надано звання прапорщика. Брав участь в «Льодовому поході» Корнілова, де під час взяття Єкатеринодару отримав контузію, унаслідок якої все життя мав тремор рук. Після чого був демобілізований. Вступив до університету в Ростові-на-Дону, де почав працювати в Театральній майстерні (театр). Окрім театру Шварц працював фейлетоністом в провінційній газеті Бахмута «Всесоюзная кочегарка».
В 1921 році він приїхав у Петроград в складі ростовської театральної трупи. Деякий час працював секретарем у Корнія Чуковского, а в 1923 році почав публікувати свої фейлетони.
З 1924 році Шварц жив у Ленінграді, працював в Госіздаті під керівництвом Самуїла Яковича Маршака, тоді ж познайомився з представниками літературних кіл.
Євген Шварц пережив найважчі місяці ленінградської блокади. З 1942 перебував в евакуації у Сталінабаді (Душанбе).
У повоєнні роки драматургія Є. Л. Шварца збагатилася новими мотивами, в ній посилилися ліричний елемент, увага до психологічних і побутових подробиць життя сучасної людини.
Похований на Богословському кладовищі.

## Твори
- 1928 — «Ундервуд».
- 1932 — «Дурниці» — п'єса для лялькового театру
- 1934 — «Клад» — (опубл. 1960)
- 1934 — «Принцеса і свинопас»
- 1934 — «Голий король»
- 1934 — «Пригоди Гогенштауфена»
- 1936 — «Червона шапочка» — казка в 3-х діях
- 1939 — «Снігова королева» — казка в 4-х діях
- 1939 — «Лялькове місто» — п'єса для лялькового театру
- 1940 — «Тінь» — казка в 3-х діях
- 1940 — «Казка про втрачений час» — п'єса для лялькового театру в 3-х діях
- 1940 — «Брат і сестра»
- 1941 — «Наша гостинність»
- 1941 — «Під липами Берліна» (спільно з М.Зощенко) — антифашистська п'єса-памфлет
- 1942 — «Далекий край»
- 1943 — «Одна ніч»
- 1944 — «Дракон» — казка в 3-х діях
- 1946 — «Казка про хороброго солдата»
- 1948 — «Сто друзів» — п'єса для лялькового театру
- 1953 — «Два клена» казка в 3-х діях
- 1954 — «Звичайне диво»
- 1957 — «Повість про молоде подружжя» / «Перший рік»

### Сценарії
- 1930 — Справжні мисливці. Автор написів
- 1931 — «Товарний 717». Німий фільм. Співавтор В.Пєтров. Режисер Н.Лєбєдєв.
- 1934 — «Розбудіть Оленку». Співавтор Олєйніков М. М.
- 1936 — «На відпочинку». Співавтор Олєйніков М. М.
- 1936 — «Оленка і виноград». Співавтор Олєйніков М. М.
- 1938 — «Лікар Айболить».
- 1945 — Зимова казка. Співавтор Іванов-Вано І. П.— мультиплікаційний, на музику П. І. Чайковского
- 1947 — «Попелюшка»
- 1948 — «Першокласниця»
- 1957 — «Дон-Кіхот»
- 1959 — «Марія-майстриня»
- 1963 — «Каїн XVIII». Співавтор Ердманом М. Р.
- 1966 — «Снігова королева»